# ایران پیشاتاریخ
دوران پیشاتاریخ ایران یا پیش از تاریخ ایران به چندین دوره تقسیم می‌شود:
1. دوران پارینه سنگی و فرا پارینه سنگی (از حدود یک میلیون سال تا حدود ۱۲ هزار سال پیش)
2. دوره نوسنگی (از حدود ۱۰ هزار تا حدود ۸ هزار سال پیش)
3. دوره مس سنگی (از حدود ۸ هزار تا ۵۳۰۰ سال پیش)
4. دوره برنز (از حدود ۵۳۰۰ تا حدود ۴۰۰۰ سال پیش)

دوران پارینه سنگی ایران به سه دوره:
- پارینه سنگی قدیم
- پارینه سنگی میانی
- پارینه سنگی جدید

و یک دوره کوتاه به نام فرا پارینه سنگی تقسیم می‌شود. فرهنگ‌های مرتبط با پارینه‌سنگی قدیم ایران شامل فرهنگ ساطور ابزار الدوایی و فرهنگ تبر دستی آشولی هستند. کهن‌ترین شواهد این دوره که مربوط به فرهنگ الدوایی است در اطراف رودخانه کشف‌رود در شرق مشهد یافت شده است. این شواهد شامل تعدادی ابزار سنگی ساخته شده از کوارتز است که شامل تراشه و ساطور ابزار هستند. طبق نظر کاشفین این مجموعه حداقل ۸۰۰ هزار سال قدمت دارد. از فرهنگ آشولی نیز مدارک بیشتری در شمال غرب و غرب کشور بدست آمده است. برخی از مکان‌های مهم شامل گنج پر در رستم‌آباد گیلان، شیوه تو در نزدیکی مهاباد، پل باریک در هلیلان ایلام هستند. مطالعه‌های باستان‌شناختی‌ انجام شده در ۳۳ محوطه تاریخی پیرانشهر، بیانگر قدمت ۳۰۰ هزار ساله سکونت در شهرستان پیرانشهر بوده است.
از دوران پارینه سنگی میانی که فرهنگ ابزارسازی آن موستری گفته می‌شود، شواهد بیشتری در غارها و پناهگاه‌ها یافت شده است که اغلب مربوط به زاگرس مرکزی هستند. این دوره از حدود ۲۰۰ تا ۱۵۰ هزار سال پیش شروع شده و تا حدود ۴۰ هزار سال پیش ادامه داشته است. انسان‌های نئاندرتال در این دوره در ایران می‌زیستند که بقایای اسکلت آن‌ها در غار بیستون و غار وزمه یافت شده است. مکان‌های مهم این دوره غارهای بیستون، ورواسی، قبه و دواشکفت در شمال کرمانشاه، قمری و گرارجنه در اطراف خرم‌آباد، کیارام در نزدیکی گرگان، نیاسر و کفتار خون در نزدیکی کاشان، قلعه بزی در نزدیکی اصفهان و میرک در نزدیکی سمنان است.
دوران پارینه سنگی جدید ایران از حدود ۴۰ هزار سال پیش آغاز و تا حدود ۱۸ هزار سال پیش ادامه یافته که مقارن با مهاجرت انسان هوشمند جدیدی به ایران است. آثار این دوره در اطراف کرمانشاه، خرم‌آباد، مرو دشت و کاشان یافت شده است. فرهنگ ابزارسازی این دوره تیغه و ریزتیغه برادوستی است. آثار دوره بعدی فراپارینه سنگی در غرب زاگرس و شمال البرز به دست آمده که فرهنگ زرزی خوانده می‌شود.
از دوره نوسنگی در ایران تپه‌های باستانی بسیاری باقی‌مانده است ازجمله تل باکون، جری، موشکی و… در فارسٍ تپه شوش، چغابنوت، چغامیش و… در خوزستان، گنج دره، سراب و آسیاب در کرمانشاه و تپه اسکندری در چهارمحال و بختیاری در دیگر نقاط ایران.
شهروندان ایران را پیش از رسیدن آریایی‌ها می‌توان زیر عنوان کلی کاسپین که دریای خزر به نام آنهاست جمع نمود، کاسپین‌ها کشاورزی می‌کردند. این مردم نخستین کشاورزان جهان بوده‌اند و کشاورزی از سرزمین آن‌ها به خاک‌های رسوبی رودخانه‌های سند و سیحون و جیحون و دجله و فرات رسیده است. در دوران نوسنگی در برخی نواحی آسیای غربی (خاورمیانه)، انسان از مرحله جمع‌آوری و شکار به مرحله کشت و اهلی کردن برخی جانوران، انتقال یافت.

## عصر سنگ
عصر سنگ یا عصر حجر دوره‌ای است که در آن فناوری در راستای فرگشت انسانی گسترده شده و زندگی انسانی از شرق آفریقا به سراسر جهان پراکنده شد. این دوره با پیشرفت کشاورزی، رام کردن دام‌ها، و گداختن سنگ مس و فلزکاری به‌پایان رسید. ازآنجاکه نوشتن را آغازِ تاریخ می‌دانند، عصر سنگ در دورهٔ پیش از تاریخ جای می‌گیرد.

## پارینه‌سنگی

غار شکارچیان در ناحیه بیستون کرمانشاه

هرچند کاوش‌های مربوط به دوره پارینه‌سنگی در ایران (تا ۱۲۰۰۰ سال پیش) ناچیز است، اما با توجه به موقعیت جغرافیایی فلات ایران، این سرزمین تنها پلی بوده است که انسان شکارچی-گردآورنده در مهاجرت از آفریقا به جنوب آسیا می‌توانسته از آن عبور کند. مدارکی از این نخستین مهاجران دوره پارینه سنگی قدیم ایران در منطقه باستانی کشف‌رود یافت شده است که بر اساس مشاهدات زمین‌شناسی بستر کشف آنها مربوط به پلیستوسن قدیم هستند. در نتیجه این مجموعه بیش از هشتصد هزار سال قدمت دارد و یکی از قدیمی‌ترین سکونتگاه‌های انسان در ایران محسوب می‌شود.غار دربند رشی، قدیمی‌ترین سکونتگاه کشف شده انسان در ایران است. طبق مطالعات جدید این غار پیش از ۲۰۰ هزار سال پیش مسکن شکارچیان عصر سنگ بوده است.
سکونتگاه‌های انسان اولیه در پارینه‌سنگی میانی، اغلب در غارهای ناحیه زاگرس شامل غار قبه، غار خر و پناهگاه سنگی ورواسی کشف شده است. این مکان‌ها نزدیک منابع ساخت ابزار سنگی موستری می‌باشد و نوع ابزارها نشانه غلبه روش زندگی شکارگری است. در دوره پارینه‌سنگی پسین، سکونتگاه‌های ناحیه زاگرس در فضای باز واقع شده است و ابعاد مختلف آن‌ها نشان دهنده یک نظام سلسله مراتبی است، به‌طوری‌که گویا سکونتگاه‌های بزرگتر گنجایش پنجاه نفر را دارد. سکونتگاه‌هایی نیز برای دسته‌های کوچک شکارچیان تعبیه شده که تا دو تا پنج نفر گنجایش دارد و مناسب اقامت کوتاه مدت است. این سکونت گاه‌ها به دو فرهنگ برادوستی(Baradostian) و زارزی(Zarzian) تعلق دارد. در قیاس با فرهنگ موستری دوره میانی، فرهنگ برادوستی (۴۰۰۰۰ تا ۲۰۰۰۰ سال پیش) توان ساخت انواع بیشتری از ابزارها را داشته و تکنیک‌های پیشرفته تری برای ابزارسازی به کار گرفته است. ساخت ابزارهای تیغه‌ای نشانه بهره‌گیری بیشتر از گیاهان است. فرهنگ زارزی که از ۲۰۰۰۰ تا ۱۲۰۰۰ قبل رواج داشته است، احتمالاً از فرهنگ برادوستی برآمده باشد، یا با فاصله زمانی از آن شکل گرفته باشد. در این دوره ابزارهای کوچکتری نظیر میکرولیت و میکروبرین ساخته شده است. در اواخر این دوره از سنگ برای آسیا کردن دانه گیاهان وحشی استفاده می‌شود.
در پایان دوره زارزی انقطاعی در نشانه‌های باستان شناختی پدید می‌آید، که احتمال دارد ناشی از آب و هوای نامناسب موسوم به یانگر درایاس در فاصله ۱۳۰۰۰ تا ۱۱۰۰۰ سال پیش باشد. در این دوره که سردتر یا خشک‌تر بوده است، ناحیه زاگرس، با ارتفاع بین ۶۰۰ تا ۱۵۰۰ متر بالاتر از سطح دریا، تقریباً فاقد پوشش درختی بوده است. در نتیجه، انسان‌ها مجبور شدند برای یافتن غذا به ارتفاعات پایین‌تر بیایند و با اجداد وحشی بزسانان مواجه شدند.

## فراپارینه‌سنگی و دوره نوسنگی

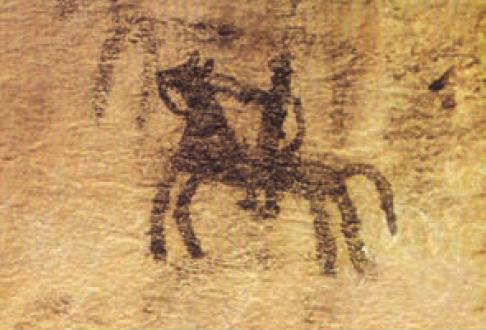
دیوارنگاری غار دوشه، خرم‌آباد لرستان، حدود هزاره هشتم پیش از میلاد

### روستانشینی
پیش از میلاد ۳۲۰۰ (______________← ۱۰۰٬۰۰۰ پیش از میلاد
قدیمی‌ترین آثار سکونت روستا نشینان اولیه در غرب زاگرس و شمال خوزستان یافت شده است. برخی از این روستاهای اولیه گنج دره، سراب و آسیاب در نزدیکی کرمانشاه، علی کش در دهلران، گوران در هلیلان و چغا بنوت در شمال خوزستان است. قدیمی‌ترین مدارک اهلی شدن بز در مکان گنج دره در نزدیکی کرمانشاه کشف شده که حدود ۱۰ هزار سال قدمت دارد.
بین هفت تا هشت هزار سال پیش مراکز روستانشین در چند نقطه از ایران، در منطقه تمدن جیرفت در تمدن تپه سیلک نزدیک کاشان و در اطراف مرودشت و در فاصله کمی از شوش، قدیمی‌ترین شهر موجود دنیا، وجود داشته است. شوش یکی از قدیمی‌ترین سکونتگاه‌های شناخته شدهٔ منطقه است، با وجود اینکه نخستین آثار یک دهکدهٔ مسکونی در آن مربوط به ۷۰۰۰ سال پیش از میلاد هستند.
در طول تاریخ، مهاجرت‌های انسانی و جابجایی انسان‌ها همواره به‌دلیل دستیابی به شرایط بهتر برای زندگی بوده است، در دوران باستان این شرایط بهتر عبارت از آب فراوان‌تر و خاک حاصلخیزتر برای کشاورزی بوده است. به عنوان نمونه‌ای از این‌گونه مهاجرت‌ها می‌توان از دو کوچ بزرگ نام برد: نخست، کوچ هندیان آریایی از پیرامون کوهستان‌های هندوکش به سرزمین‌های پنجاب و پیرامون رود سند و دیگری، کوچ ایلامیان و سومریان، به سرزمین‌های باتلاقی تازه خشک شده خوزستان در ایران و میانرودان انجام شده است. از این‌گونه مهاجرت‌ها تمدن‌های بزرگ یا گروه‌هایی از تمدن‌های بزرگ برخاستند. ویل دورانت، این آثار تمدن را کهن‌ترین آثار تمدن بشر دانسته است.
کهن‌ترین نشانه‌های تمدن انسانی، مربوطه به ۵۰۰۰ سال ق.م. است که در ایران تمدن شهر سوخته در سیستان، تمدن عیلام در خوزستان، تمدن جیرفت در کرمان، تپه گُر، قلعه خان و آتشکده اسپاخو در مانه و سملقان، تمدن تپه حصار در دامغان، تمدن تپه سیلک (در کاشان)، تمدن اورارتو (در آذربایجان)، تپه گیان نهاوند، تمدن کاسی‌ها (در لرستان امروز)، پیدا شده است. از روی یک قسمت از آثار تمدن تپه سیلک، که گمان می‌رود مربوط به هزاره چهارم پ.م. باشد، پیدا شده است که اهالی آنجا به بافندگی و کار کردن با فلزات و استعمال مهر و چرخ کوزه‌گری پی برده بودند.

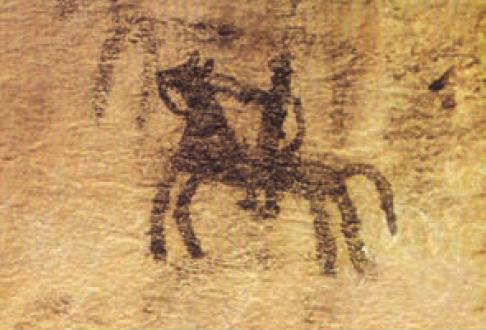
دیوارنگاری غار دوشه، لرستان، حدود هشت هزار سال قبل

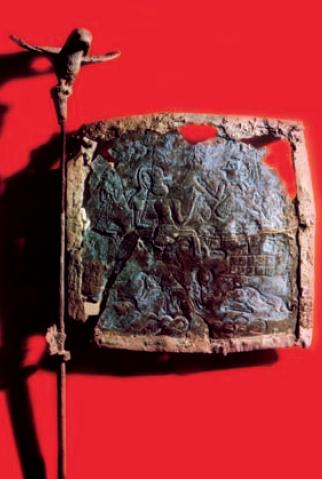
پرچم برنزی کشف شده در منطقه شهداد نزدیک کرمان، ایران، هزاره سوم پیش از میلاد

ایران نخستین سرزمینی است که در آن مردم به استخراج و استعمال فلزات پی برده‌اند. تعدادی از نخستین کوره‌های ذوب مس در تل ابلیس کرمان مربوط به هزاره پنجم ق.م. بدست آمد و اشیاء مسی شامل سنجاق و درفش، مهر و دستبند و حلقه انگشتر از آن‌ها کشف گردید. قدیمی‌ترین فلزی که مورد استفاده انسان قرار گرفته مس بوده است. این فلز در ۴۵۰۰ ق.م. در آسیای غربی مورد استفاده بوده است.
از اواسط دوران فلز، بجز مس، فلزات دیگری چون قلع، طلا، نقره در چرخه فناوری مردمان آن عصر پدیدار شدند و شاید به این دلیل است که این دوره را دوره فلز نام نهاده‌اند نه دوره مس. برنزهای مشهور به لرستان اهمیت ایران را به‌عنوان یک مرکز فلزکاری به‌طور روشن نشان می‌دهد. رویدادی مهم در هزاره سوم پ. م؛ که تأثیرگذار در زندگی شهروندان فلات ایران و خصوصاً دشت خوزستان است عبارت است از کشف فلز آلیاژی مفرغ. از مراکز مهم فرهنگ‌های عصر مفرغ ایران غرب ایران و حوزه زاگرس مرکزی (لرستان پیشکوه و پشتکوه) بوده است. مفرغ ساخته شده در کوهپایه‌های زاگرس به سومر و عیلام صادر می‌شده است.

## اختراع خط
پیش از تاریخ به زمانی گفته می‌شود که انسان هنوز موفق به اختراع خط (نوشتار) نگردیده بود. از حدود ۳۶۰۰ سال ق.م. انسان موفق به اختراع خط گردید. پیش از این پنداشته می‌شد نخستین مخترعین خط ابتدا سومریان (۳۶۰۰ پ. م) و سپس شهروندان نواحی جنوبی میان‌رودان و تمدن ایلام در خوزستان باشند. با کاوش‌های جدید مشخص شد اختراع خط و نوشته، مربوط به تمدن جیرفت در ایران است بر اساس سنگ نوشتهٔ جدیدی که در نوامبر سال ۲۰۰۷ در کاوشگاه جیرفت یافت شد.

## شهرنشینی
شهرنشینی، شهر به مفهوم اخصّ آن از اواخر هزاره چهارم پ. م؛ و خصوصاً هزاره سوم پ.م. در ایران موجودیت یافت. شهر شوش یکی از قدیمی‌ترین (۴۰۰۰ سال پ. م) سکونتگاه‌های شناخته شدهٔ منطقه است. شهرهای مهم ایران در هزاره سوم پ.م. عبارت‌اند از: تپه حسنلو و هفتوان تپه در آذربایجان - تمدن تپه سیلک (در کاشان) - تپه‌حصار در دامغان - تپه گیان نهاوند، گودین، کنگاور - شاه‌تپه و تورنگ تپه گرگان - تپه قبرستان بویین زهرای قزوین - شوش، خوزستان - تمدن جیرفت، تپه یحیی و شهداد، کرمان - ملیان، فارس - شهر سوخته در زابل.
پایان عصر مفرغ و کشف آهن (شروع دوره آهن) مقارن است با رویدادهای مهم تاریخی و فرهنگی که در هزاره دوم پ.م. زمینه‌ساز تشکیل سلسله‌ها و ظهور نخستین حکومت‌های مستقل در هزاره‌های دوم و اول پ.م. همچون: ماننا، اورارتو و ماد و سرانجام امپراتوری وسیع هخامنشی شدند عبارت‌اند از مهاجرت آریایی‌ها به فلات ایران، روی کار آمدن دولتهای مستقل به جای دولت شهرهای پیشین، و تجمع اقوام و قبایل مختلف (مقیم و مهاجر) خصوصاً در مناطق غربی و شمال غربی ایران که هر کدام قلمرو خاص خود را داشتند. این اقوام در شمال غربی ایران با اورارتو و آشور همسایه شدند.

## به قدرت رسیدن حکومت ایلام
عیلامیان مجموعه اقوامی بودند که از هزاره چهارم پ.م. تا هزاره نخست پ.م. بر بخش بزرگی از مناطق جنوب غربی پشتهٔ ایران فرمانروایی داشتند.
آنطور که از اسناد و کتیبه‌های آشوری برمی آید عیلام نامی است که آشوریان بر این سرزمین نهاده‌اند خود آن‌ها سرزمینشان را انشان می‌نامیدند و در کتیبه‌های هخامنشی هم به کرّات از همین نام استفاده شده است.
بر حسب تقسیمات جغرافیای سیاسی امروز، عیلام باستان سرزمین‌های خوزستان، عیلام و بخش‌هایی از استان‌های بوشهر، کرمان و لرستان شامل می‌شد.
پس از تمدن جیرفت می‌توان عیلامیان را نخستین مخترعان خط در ایران دانست. البته برخی معتقدند تمدن جیرفت منشأ خط نوشتاری عیلامیان بوده است که بعدها در کشور گسترش یافت و به شوش رسید.
به قدرت رسیدن حکومت ایلامیان و قدرت یافتن سلسله ایلامی پادشاهی اوان در شمال دشت خوزستان مهم‌ترین رویداد سیاسی ایران در هزاره سوم پ.م. است. تا پیش از ورود مادها و پارسها حدود یک هزار سال تاریخ سرزمین ایران منحصر به تاریخ عیلام است.
سرزمین اصلی عیلام در شمال دشت خوزستان بوده. فرهنگ و تمدن عیلامی از شرق رودخانه دجله تا شهر سوخته زابل و از ارتفاعات زاگرس مرکزی تا بوشهر اثرگذار بوده است. عیلامیان نه سامی نژادند و نه آریایی آنان شهروندان اولیه دشت خوزستان هستند.
تصویر موجود در آجر پخته محافظان داریوش، که در ۵۰۰ سال قبل از میلاد کاخ خود را با آن زینت داده بود، دست کم سه نژاد را به وضوح مشخص کرده است.
بعضی از محافظان سفید پوستند که به روشنی منظور از تصویر آن‌ها نشان دادن پارسیان بوده است.
گروه دوم قهوه‌ای‌پوست، که نمایانگر عیلامیان کوه‌نشین می‌باشند. نژادی خشن که به زندگی در کوهستان‌ها عادت دارد و از دشت نشینان کمی بلندترند و امروزه بازماندگان کمی از آنها در خوزستان باقی مانده.
گروه سوم باید عیلامیان سرزمین پس کرانه باشند. حتی امروز هم افراد تیره پوست، که به هیچ وجه سیاه‌پوست نیستند، اغلب در خوزستان دیده می‌شوند، به نظر می‌رسد که حتی جمعیت عیلام قدیم هم جمعیتی مختلط بوده است و از غیر بومیان تیره پوستی تشکیل می‌شده است که نژادشان معلوم نیست و از بین‌النهرین به عیلام نفوذ کرده بودند.[۱۹]
فرضیاتی هم در مورد ارتباط زبان‌های دراویدی با زبان عیلامی مطرح شده است. وجود یک زبان مشترک که زبان‌های دراویدی و عیلامی از آن منشعب شده‌اند، می‌تواند به معنای نیای مشترک شهروندان بومی ایران و هندوستان پیش از ورود آریائیان به این سرزمین باشد.

## آریائیان
واژه آریا که معنای آزاده، شریف و بزرگوار می‌دهد به قومی از نژاد هندواروپایی گفته می‌شد که نیاکان مردمان سرزمین‌های ایران، بخشی از آسیای میانه و هندوستان و بخش‌هایی از اروپا هستند. (البته گسترهٔ تاریخی این دو سرزمین در برگیرندهٔ بخش‌هایی از شبه قارهٔ هند، آسیای میانه، خاورمیانه و آسیای کوچک امروزین است). دربارهٔ خاستگاه آریائیان که در نوشته‌های کهن اوستا از آن به نام ایرانویج نام برده شده است چند دیدگاه طرح شده است.
آریائیان بر پایه فرضیه کورگان (۱۹۵۶) حدود دوهزاروپانصد سال پ.م. به شکل قبیله‌های کوچک در دورترین نقطه شرقی فلات ایران و در مغرب فلات پامیر و برخی معتقدند آن‌ها در شمال کوه‌های هندو کش یا در روسیه اطراف دریاچه آرال (خوارزم) می‌زیستند. بر پایه نظریه ایرانی که به تازگی شواهد ژنتیکی از جنوب قفقاز در پشتیبانی از آن به دست آمده است خاستگاه زبان‌های هندواروپایی و نژاد وابسته به آنها ایران کنونی است. بر پایه گزارش مجله علمی سرشناس نیچر، تازه‌ترین یافته‌های ژنتیکینشان می‌دهد نیای هندیان، ایرانیان و اروپاییانی که به زبانی همسان سخن گفته و فرهنگ همگونی داشته‌اند در سرزمین ایران و در جنوب قفقاز می‌زیسته‌اند. به وارون آنچه پیشتر قفقاز را دیواری میان زبان، فرهنگ، فناوری و مردم می‌پنداشتند، قفقاز پلی جنوبی-شمالی برای مهاجرت نخستین آریاییان به استپ‌های اوراسیا بوده و زبانی که امروز هندواروپایی می‌نامند به راستی از جنوب قفقاز در ایران به چند شاخه شده؛ شاخه‌ای از آن به آناتولی، دیگری بسوی هند و آن دیگر از راه قفقاز به سوی سبز دشت پونتی_کاسپی به فرهنگ یمنا (گورچالی) و سپس راه شرق اروپا را در پیش گرفته است. گروه کپنهاگ به سرپرستی کریستین کریستینسن(مکتب باستانشناسی دانمارک) نیز که در زمینه پیش از تاریخ اروپا و دوران مفرغ به دستاوردهای بزرگی دست یافته است، با رویکرد به مدارک یاد شده، از اعتبار نظریه کورگان (استپ) کاسته و جنوب قفقاز را خاستگاه احتمالی راز رام کردن اسب و زبانهای اروپایی می‌داند. در هفته نامه خبری آلمانی زبان اشپیگل، مصاحبه‌ای دراین باره از وی به چاپ رسیده است. بر پایه فرضیه آناتولیایی اینان از آناتولی جنوبی به ایران و هند مهاجرت نموده‌اند. فرضیه ارمنستان نیز جنوب قفقاز را خاستگاه آنان می‌داند. فرضیه هند نیز تمدن دره سند در پاکستان امروزی را زادبوم آریاییان و اروپاییان می‌شناسد.
اینان زبان و آداب و رسوم مشترکی داشتند. در دوران باستان، اقوام هندی و ایرانی (آنان که به زبان‌های هند و ایرانی سخن می‌گفتند) خود را آریایی می‌نامیدند. نمونهٔ این اشاره‌ها را می‌توان در اوستا، سنگ‌نبشته‌های هخامنشی و متن‌های کهن هندو (مانند ریگ‌ودا) دید.
بعدها، با افزایش شمار تیره‌ها، این خاندان‌ها ناچار به مهاجرت شدند و به نواحی شرق و غرب و جنوب سرزمین اصلی خود کوچ کردند. دلیل اصلی مهاجرت آن‌ها مشخص نیست، اما به نظر می‌رسد دشوار شدن شرایط اقلیمی و کمبود چراگاه‌ها، از دلایل آن باشد. بر پایه فرضیه، مهاجرت آریائیان به فلات ایران یک مهاجرت تدریجی بوده و در دوره‌های مختلفی صورت گرفته است که در پایان دوران نوسنگی (۷۰۰۰ سال پ. م) آغاز شد و تا ۴۰۰۰ پ.م. ادامه داشته است. آریاییان ساکن سرزمین‌هایی هستند که از دورترین مرزهای شرقی هندوستان تا اروپا امتداد دارد. به همین جهت به آنان نژاد هندو-اروپایی گفته می‌شود.
نخستین آریایی‌هایی که قبل از مادها به ایران آمدند شامل کاسیها (کانتوها - کاشی‌ها)، لولوبیان و گوتیان بودند. لولوبیان و گوتیان نیز در زاگرس مرکزی اقامت گزیدند که بعدها با آمدن مادها به اجبار به تبعیت از آن‌ها درآمدند و بخشی از آن‌ها شدند. سه گروه بزرگ آریایی به ایران آمدند و هر یک در قسمتی از ایران سکنی گزیدند: مادها در شمال، شمال غربی و غرب ایران، پارسها در قسمت مرکزی و جنوبی و پارتها در حدود خراسان، سیستان، گرگان، کرمان، یزد، سمنان و هرمزگان امروزی (شرق وشمال شرق). نخستین دسته از آریاییان که در نواحی غرب ایران موفق به تشکیل حکومت شد، قوم ماد بود. پارسها، قوم دیگر آریایی، ابتدا در نواحی شمال و غرب ایران ساکن شدند و سپس به تدریج به سوی جنوب کوچ کردند. پارس‌ها شاهنشاهی هخامنشیان را بر پا کردند. پارتها، دیگر قوم آریایی، ابتدا در نواحی شرقی حدود ماوراءالنهر می‌زیستند. آنان موفق به تشکیل شاهنشاهی اشکانی شدند.
تورانیها و سکاها نیز از اقوام آریایی بودند که از سوی شمال به سرزمین ایران وارد شدند و در آسیای مرکزی سکنی گزیدند.
یکی از دیدگاه‌ها می‌گوید که آریائیان در حدود هشت‌هزار سال پیش در جنوب سیبری و در اطراف دریاچه آرال می‌زیستند که با مهاجرتی که به طرف جنوب داشتند بخشی به هند و افغانستان و بخشی نیز به طرف کوه‌های قفقاز حرکت کرده‌اند که قوم‌های ماد و پارس از کوه‌ها گذشتند و در اطراف دریاچه ارومیه سکنی گزیداند و بخش دیگری به سمت اروپا حرکت کردند. دیدگاه دیگر آناتولی؛ آذرآبادگان؛ قفقاز و… را خاستگاه نخست این قوم می‌داند.
تازه‌ترین دیدگاه در این باره را جهانشاه درخشانی طرح کرده است. درخشانی خاستگاه این قوم را بستر کنونی خلیج فارس می‌داند که در دوران یخبندان بی آب بوده و پس از بالا آمدن آب‌های دریای آزاد آریاییان به تدریج به فلات ایران و پهنه‌های میان‌رودان تا فلسطین کوچ کرده‌اند و تمدن‌های آغازین آن دیارها را بنیاد گذارده‌اند. بر پایه همین دیدگاه پهنه‌های شمالی نمی‌توانسته‌اند خاستگاه آریائیان بوده باشند زیرا هوای سرد دوران یخبندان امکان زیست در آن مناطق را نمی‌داده است.